# Бевиј
Бевиј (фр. Beuveille) насеље је и општина у североисточној Француској у региону Лорена, у департману Мерт и Мозел која припада префектури Брије.
По подацима из 2011. године у општини је живело 767 становника, а густина насељености је износила 64,45 становника/km². Општина се простире на површини од 11,9 km². Налази се на средњој надморској висини од 234 метара (максималној 333 m, а минималној 217 m).

## Демографија
| 1962. | 1968. | 1975. | 1982. | 1990. | 1999. | 2011. |
| ----- | ----- | ----- | ----- | ----- | ----- | ----- |
| 526   | 773   | 667   | 586   | 560   | 519   | 767   |

График промене броја становника у току последњих година